# Castlerea
'Castlerea (en irlandais : An Caisleán Riabhach) est une ville du comté de Roscommon en Irlande.
La ville de Castlerea compte 1 873 habitants.

## Lieux et monuments
- Clonalis House (en).